# Eduroam
Eduroam (EDUcation ROAMing) és una iniciativa de l'associació de xarxes acadèmiques i de recerca europees, TERENA, per facilitar la mobilitat.
Permet a qualsevol usuari d'una institució participant tenir accés a internet en qualsevol de la resta d'institucions que participen en aquesta iniciativa internacional. A més, en algunes institucions, el visitant pot tenir accés a d'altres recursos, com per exemple impressores sense necessitat d'un codi addicional. Les institucions interessades a afegir-se a Eduroam han de disposar d'un servidor Radius que permeti portar a terme l'autenticació dels usuaris en les seves peticions d'accés a la xarxa.

## Institucions participants[1]
La llista de les institucions participants a Catalunya són:
- AQU, Agència per a la Qualitat del Sistema Universitari de Catalunya
- Barcelona Supercomputing Center
- Consorci Escola Tècnica d'Igualada
- Fundació Centre de Regulació Genòmica
- Consorci de Serveis Universitaris de Catalunya
- Centre Tecnològic de Telecomunicacions de Catalunya
- Escola d'Alta Direcció i Administració
- Escola Superior de Comerç Internacional
- Escola Superior de Música de Catalunya
- Eurecat (abans Fundació Barcelona Media
- Escola Universitària Salesiana de Sarrià
- Fundació i2CAT
- Institut de Ciències Fotòniques
- Institut Cartogràfic i Geològic de Catalunya
- Institut Català d'Investigació Química
- Institut de Recerca en Energia de Catalunya
- Institut de Recerca i Tecnologia Agroalimentàries
- Parc de Recerca Biomèdica de Barcelona
- Fundació Tecnocampus Mataró-Maresme
- Universitat Autònoma de Barcelona
- Universitat Abat Oliba CEU
- Universitat de Barcelona
- Universitat de Girona
- Universitat de Lleida
- Universitat Oberta de Catalunya
- Universitat Politècnica de Catalunya
- Universitat Pompeu Fabra
- Universitat Ramon Llull
- Universitat Rovira i Virgili
- Universitat de Vic - Universitat Central de Catalunya
- Xarxa Telemàtica Educativa de Catalunya

## Història
La iniciativa Eduroam va començar l'any 2003. Les proves inicials es van fer entre cinc institucions localitzades a Holanda, Finlàndia, Portugal, Croàcia i Gran Bretanya. Més tard, altres organitzacions educatives i de recerca europees van interessar-se per la idea i van començar a unir-se a la infraestructura.

## Característiques tècniques
Eduroam és una infraestructura basada en el sistema proxy-server RADIUS, que utilitza l'estàndard 802.1X per permetre a qualsevol usuari d'Eduroam l'accés a la xarxa en qualsevol institució connectada a la iniciativa. Depenent de les polítiques locals de les institucions visitades, els participants d'Eduroam poden tenir accés a recursos addicionals, com per exemple impressores.
El rol de la jerarquia RADIUS és d'enviar les credencials de l'usuari que demana autenticació a la seva pròpia institució, on poden ser verificades i validades.
El Consorci de Serveis Universitaris de Catalunya (CSUC) participa en la iniciativa gestionant el servidor RADIUS central a l'Anella Científica, que permet portar a terme l'autenticació dels usuaris de forma distribuïda.

## Organització
Actualment l'Eduroam és una federació de federacions (confederació). Les federacions funcionen a nivell estatal, i estan connectades a una confederació regional. A l'Estat Espanyol la federació s'anomena eduroam ES, i està coordinada per RedIRIS. Aquesta federació forma part de la confederació regional europea eduroam Europe.